# Alexandre Millerand
Alexandre Millerand (Paris, 10 de fevereiro de 1859 – Versalhes, 7 de abril de 1943) foi um político francês. Ocupou o cargo de primeiro-ministro da França, entre 20 de janeiro de 1920 a 23 de setembro de 1920 e de Presidente da República Francesa entre 23 de setembro de 1920 e 13 de junho de 1924. Sua participação no gabinete de Waldeck-Rousseau no início do século XX, ao lado do Marquês de Galliffet que dirigiu a repressão à Comuna de Paris de 1871, gerou um debate na Seção Francesa da Internacional dos Trabalhadores (SFIO) e na Segunda Internacional sobre a participação dos socialistas nos governos burgueses.

## Biografia

### Ativismo precoce
Nascido em Paris, foi eleito Secrétaire da Conférence des avocats du barreau de Paris. Ele fez sua reputação por meio de sua defesa, na companhia de Georges Laguerre, de Ernest Roche e Duc-Quercy, os instigadores da greve em Decazeville em 1883. Ele então ocupou o lugar de Laguerre no jornal de Georges Clemenceau, La Justice. Ele foi um maçom entre 1883 e 1905.
Millerand foi eleito para a Câmara dos Deputados pelo departamento de Seine em 1885 como Socialista Radical. Ele foi associado a Clemenceau e Camille Pelletan como árbitro na greve de Carmaux (1892). Há muito ele era ouvido na Câmara em questões de legislação social e, depois que os escândalos do Panamá desacreditaram tantos políticos, sua influência cresceu.
Millerand era o chefe da facção Socialista Independente, um grupo que então reunia sessenta membros. Até 1896, ele editou seu órgão na imprensa, La Petite République. Seu programa incluía a propriedade coletiva dos meios de produção e a associação internacional do trabalho.

### Ministro do governo
Em junho de 1899, ele ingressou no gabinete de "defesa republicana" de Pierre Waldeck-Rousseau como Ministro do Comércio. Em contraste com seu ativismo anterior, ele agora se limitava a reformas práticas, dedicando sua atenção à melhoria da marinha mercante, ao desenvolvimento do comércio, da educação técnica, do sistema postal e à melhoria das condições de trabalho.. As questões trabalhistas foram confiadas a um departamento separado, a Direction du Travail, e o escritório de pensões e seguros também foi elevado à categoria de "direção".
Em 1902 não se juntou ao colega socialista independente Jean Jaurès na formação do Parti Socialiste Français, mas em 1907 formou o pequeno Partido Socialista Independente, que se tornou o Partido Republicano-Socialista (PRS) em 1911. Sua influência na extrema esquerda já havia declinado, pois dizia-se que seu afastamento da verdadeira tradição marxista havia desintegrado o movimento.
Em 1909/1910 foi Ministro das Obras Públicas, Correios e Telégrafos.
Como ministro do Trabalho, foi responsável pela introdução de um amplo conjunto de reformas, incluindo a redução da jornada máxima de trabalho de 11 para 10 horas em 1904, a introdução da jornada de trabalho de 8 horas para os funcionários dos correios, a prescrição de horas máximas e salários mínimos por todos os trabalhos realizados pelas autoridades públicas, a inclusão de representantes dos trabalhadores no Conseil supérieur de travail, o estabelecimento de tribunais de arbitragem e inspetores do trabalho e a criação de uma seção do trabalho dentro de seu Ministério do Comércio para resolver o problema do seguro social.
A introdução de representantes sindicais no Conselho Superior do Trabalho, a organização de conselhos locais do trabalho e as instruções aos inspetores de fábrica para se comunicarem com os conselhos dos sindicatos foram concessões valiosas ao trabalho. Ele garantiu ainda a aplicação rigorosa de leis anteriores elaboradas para a proteção da classe trabalhadora. Seu nome foi especialmente associado a um projeto de estabelecimento de pensões para idosos, que se tornou lei em 1905. Em 1898, ele se tornou editor de La Lanterne.
Milleranc serviu duas vezes como Ministro da Guerra, primeiro de 1912 a 1913 e novamente, durante os primeiros estágios da Primeira Guerra Mundial, de 1914 a 1915.

### Primeiro-ministro
Millerand continuou a se mover para a direita, sendo nomeado primeiro-ministro pelo presidente conservador Paul Deschanel. Durante seu tempo como primeiro-ministro, um decreto de fevereiro de 1920 introduziu a jornada de oito horas para os marinheiros.

### Presidência e anos posteriores

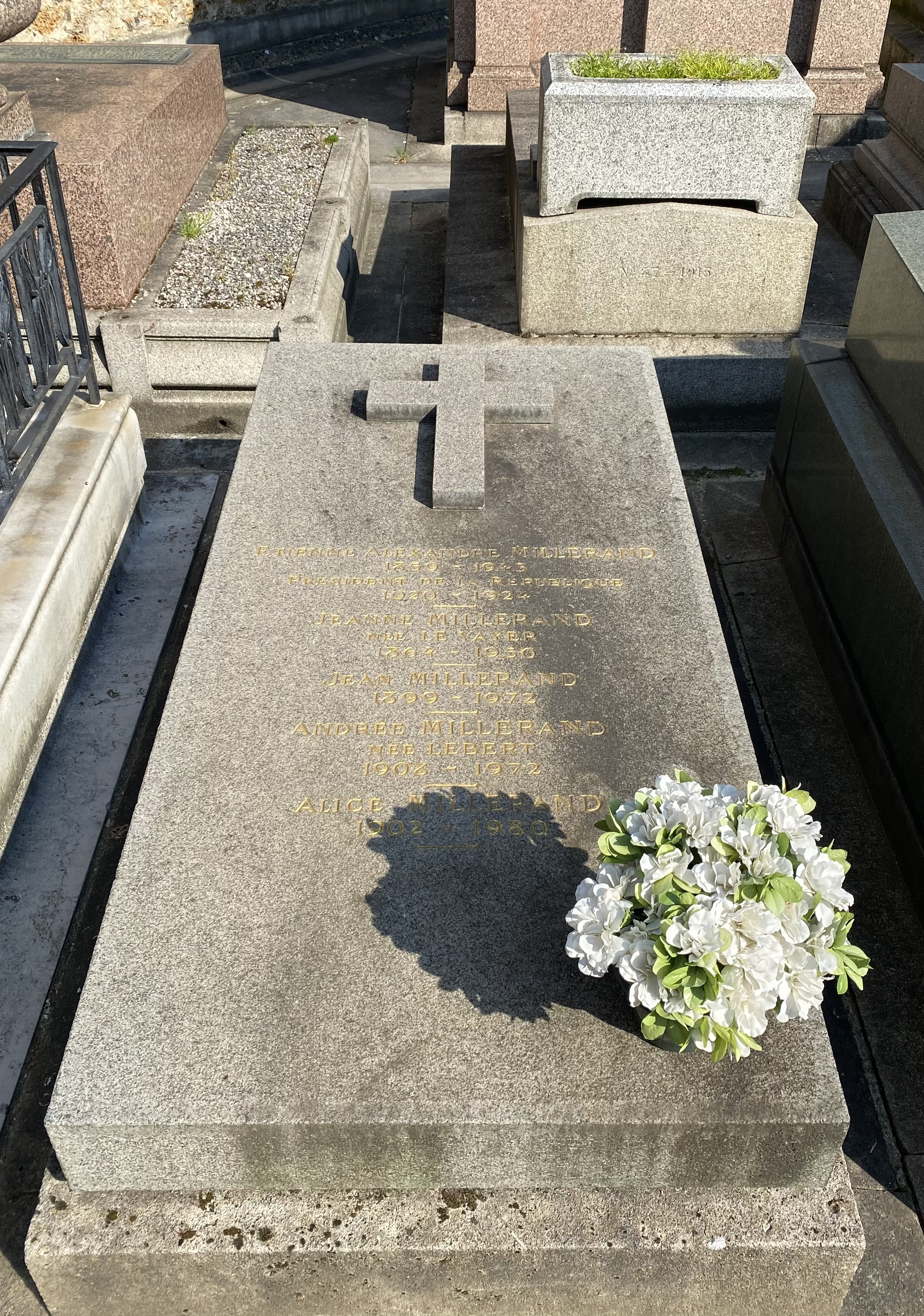
Sepultura de Millerand, Cemitério de Passy

Quando Deschanel teve que renunciar mais tarde em 1920 devido ao seu transtorno mental, Millerand emergiu como um candidato de compromisso para presidente entre o Bloco Nacional e os remanescentes do Bloco de Gauches. Millerand nomeou Georges Leygues, um político com uma longa carreira de cargos ministeriais, como Primeiro-Ministro e tentou fortalecer os poderes executivos da Presidência. Essa medida encontrou resistência na Câmara dos Deputados e no Senado francês, e Millerand foi forçado a nomear uma figura mais forte, Aristide Briand. A nomeação de Briand foi bem recebida pela esquerda e pela direita, embora os socialistas e a ala esquerda do Partido Radical não tenham aderido ao seu governo.
No entanto, Millerand demitiu Briand depois de apenas um ano e nomeou o republicano conservador Raymond Poincaré.
Millerand foi acusado de favorecer os conservadores, apesar da tradicional neutralidade dos presidentes franceses e da composição da legislatura. Em 14 de julho de 1922, Millerand escapou de uma tentativa de assassinato de Gustave Bouvet, um jovem anarquista francês. Dois anos depois, Millerand renunciou em face do conflito crescente entre a legislatura eleita e o gabinete do presidente, após a vitória do Cartel des Gauches. Gaston Doumergue, que era o presidente do Senado na época, foi escolhido para substituir Millerand.
Millerand morreu em 1943 em Versalhes e foi enterrado no cemitério de Passy. Ele foi premiado com a Ordem da Estrela de Karađorđe da Sérvia.

## Ministério de Millerand, 20 de janeiro de 1920 - 24 de setembro de 1920
Ver Gabinete Millerand I e Gabinete Millerand II
- Alexandre Millerand - Presidente do Conselho e Ministro das Relações Exteriores
- André Joseph Lefèvre - Ministro da Guerra
- Théodore Steeg - Ministro do Interior
- Frédéric François-Marsal - Ministro das Finanças
- Paul Jourdain - Ministro do Trabalho
- Gustave L'Hopiteau - Ministro da Justiça
- Adolphe Landry - Ministro da Marinha
- André Honnorat - Ministro da Instrução Pública e Belas Artes
- André Maginot - Ministro da Guerra, Pensões, Subsídios e Subsídios
- Joseph Ricard - Ministro da Agricultura
- Albert Sarraut - Ministro das Colônias
- Yves Le Trocquer - Ministro das Obras Públicas
- Auguste Isaac - Ministro do Comércio e Indústria
- Émile Ogier - Ministro das Regiões Libertadas